# Paraptenomela attali
Paraptenomela attali är en skalbaggsart som beskrevs av Soula 2002. Paraptenomela attali ingår i släktet Paraptenomela och familjen Rutelidae. Inga underarter finns listade i Catalogue of Life.